# Alatyr' (fiume)
L'Alatyr' (in russo Алатырь?) è un fiume della Russia europea centrale (oblast' di Nižnij Novgorod, Repubblica Autonoma della Mordovia e Ciuvascia), affluente di sinistra della Sura (bacino idrografico del Volga).
Nasce e scorre nella sezione settentrionale delle alture del Volga, la sorgente si trova a circa 10 km a ovest della città di Pervomajsk. Mantiene una direzione mediamente orientale su tutto il suo percorso; sfocia nella Sura nel suo medio corso, a 277 km dalla foce, presso l'omonima città di Alatyr'. Il principale affluente è il fiume Insar, che confluisce dalla destra idrografica.
La valle del fiume è densamente popolata, i principali centri urbani toccati dal fiume sono Ardatov e Alatyr'.
Il fiume è gelato, mediamente, da novembre ad aprile.